# Équipe du Malawi de football à la Coupe d'Afrique des nations 2021
L’équipe du Malawi de football participe à la Coupe d'Afrique des nations 2021 organisée au Cameroun du 9 janvier au 6 février 2022. Il s'agit de la 3e participation des Flammes, emmenées par Mario Marinică. Ils sont éliminés en huitième de finale par le Maroc (1-2).

## Qualifications
Le Malawi est placé dans le groupe B des qualifications qui se déroulent de novembre 2019 à mars 2021. Ces éliminatoires sont perturbés par l'épidémie de covid-19. Le Malawi se qualifie en prenant la deuxième place du groupe.
| Rang | Équipe        | Pts | J | G | N | P | Bp | Bc | Diff |  | Résultats (▼ dom., ► ext.) |     |     |     |     |
| ---- | ------------- | --- | - | - | - | - | -- | -- | ---- |  | -------------------------- | --- | --- | --- | --- |
| 1    | Burkina Faso  | 12  | 6 | 3 | 3 | 0 | 6  | 2  | +4   |  | Burkina Faso               |     | 3-1 | 0-0 | 1-0 |
| 2    | Malawi        | 10  | 6 | 3 | 1 | 2 | 4  | 5  | -1   |  | Malawi                     | 0-0 |     | 1-0 | 1-0 |
| 3    | Ouganda       | 8   | 6 | 2 | 2 | 2 | 3  | 2  | +1   |  | Ouganda                    | 0-0 | 2-0 |     | 1-0 |
| 4    | Soudan du Sud | 3   | 6 | 1 | 0 | 5 | 2  | 6  | -4   |  | Soudan du Sud              | 1-2 | 0-1 | 1-0 |     |

| 1re journée                  | Malawi     | 1 - 0 | Soudan du Sud |                          |                          |
| 13 novembre 2019 15h00 UTC+2 | Mhango 69e | (0-0) |               | Kamuzu Stadium, Blantyre | Kamuzu Stadium, Blantyre |

| 2e journée                   | Ouganda             | 2 - 0   | Malawi |                                |                                |
| 17 novembre 2019 16h00 UTC+3 | Okwi 29e · Bayo 68e | (1 - 0) |        | Mandela National Stadium, Kira | Mandela National Stadium, Kira |

| 3e journée       | Burkina Faso                | 3 - 1   | Malawi           |                              |                              |
| 12 novembre 2020 | L. Traoré 2e 25e · Dabo 90e | (2 - 0) | 81e (pen.) Phiri | Stade du 4-Août, Ouagadougou | Stade du 4-Août, Ouagadougou |

| 4e journée       | Malawi | 0 - 0   | Burkina Faso |                          |                          |
| 16 novembre 2020 |        | (0 - 0) |              | Kamuzu Stadium, Blantyre | Kamuzu Stadium, Blantyre |

| 5e journée   | Soudan du Sud | 0 - 1   | Malawi    |                                                    |                                                    |
| 24 mars 2021 |               | (0 - 0) | Mbulu 47e | Stade de Djouba, Djouba Arbitrage : Anthony Ogwayo | Stade de Djouba, Djouba Arbitrage : Anthony Ogwayo |

| 6e journée   | Malawi    | 1 - 0   | Ouganda |                                                     |                                                     |
| 29 mars 2021 | Mbulu 15e | (1 - 0) |         | Stade de Kamuzu, Blantyre Arbitrage : Celso Alvação | Stade de Kamuzu, Blantyre Arbitrage : Celso Alvação |

## Préparation
Mario Marinică, recruté quelques semaines plus tôt comme directeur technique, est nommé sélectionneur le 6 décembre 2021. Meck Mwase devient assistant. Cette décision fait suite aux mauvais résultats du Malawi dans les éliminatoires à la coupe du monde 2022.
Le Malawi participe à un stage de préparation d'une dizaine de jours à Djeddah en Arabie saoudite. Il y remporte un match amical face aux Comores le 31 décembre (2-1). Un second match amical était prévu le 4 janvier contre le Mali mais il est annulé en raison d'un grand nombre de cas de covid-19 chez les Aigles.
| Match amical     | Malawi                  | 2 - 1   | Comores      |                                             |                                             |
| 31 décembre 2021 | Mhango 29e · Mayuba 42e | (2 - 1) | 45e Selemani | Stade du Prince Abdullah Al-Faisal, Djeddah | Stade du Prince Abdullah Al-Faisal, Djeddah |

## Compétition

### Tirage au sort
Le tirage au sort de la CAN 2021 est effectué le 17 août 2021 à Yaoundé. Le Malawi, 118e nation au classement FIFA, est placé dans le chapeau 4. Le tirage le place dans le groupe B, avec le Sénégal (chapeau 1, 21e au classement Fifa), la Guinée (chapeau 2, 76e) et le Zimbabwe, (chapeau 3, 108e).

### Effectif
Mario Marinică annonce la liste des 23 joueurs sélectionnés le 5 janvier. Il retient également cinq réservistes : Brighton Munthali, Paul Ndlovu, Stain Davie, Norchard Chimbalanga et Gerald Phiri Junior.

### Premier tour
Le Malawi perd son premier match face à la Guinée (1-0). Il s'impose ensuite face au Zimbabwe, grâce à un doublé de Gabadinho Mhango.
| Rang | Équipe   | Pts | J | G | N | P | Bp | Bc | Diff |  | Résultats (▼ dom., ► ext.) |  |     |     |     |
| ---- | -------- | --- | - | - | - | - | -- | -- | ---- |  | -------------------------- |  | --- | --- | --- |
| 1    | Sénégal  | 5   | 3 | 1 | 2 | 0 | 1  | 0  | +1   |  | Sénégal                    |  | 0-0 | 0-0 | 1-0 |
| 2    | Guinée   | 4   | 3 | 1 | 1 | 1 | 2  | 2  | 0    |  | Guinée                     |  |     | 1-0 | 1-2 |
| 3    | Malawi   | 4   | 3 | 1 | 1 | 1 | 2  | 2  | 0    |  | Malawi                     |  |     |     | 2-1 |
| 4    | Zimbabwe | 3   | 3 | 1 | 0 | 2 | 3  | 4  | -1   |  | Zimbabwe                   |  |     |     |     |

     Équipe qualifiée ou victorieuse; Pts = points; J = joués; G = gagnés; N = nuls; P = perdus;
Bp = buts pour; Bc = buts contre; Diff = différence de buts
| 10 janvier 2022 | Guinée    | 1 - 0   | Malawi                | Stade omnisports de Bafoussam, Bafoussam |                               |
| 17h00 WAT       | Sylla 35e | (1 - 0) |                       | Arbitrage : Daniel Nii Laryea            | Arbitrage : Daniel Nii Laryea |
| 17h00 WAT       | Conté 75e | Rapport | 81e Idana · 83e Mbulu | Arbitrage : Daniel Nii Laryea            | Arbitrage : Daniel Nii Laryea |

| Match 16                  | Malawi                      | 2 - 1   | Zimbabwe                               | Stade omnisports de Bafoussam, Bafoussam                  |                                                           |
| 14 janvier 2022 17h00 WAT | Mhango 43e 58e              | (1 - 1) | 38e Wadi                               | Arbitrage : Beida Dahane Arbitre vidéo : Bouchra Karboubi | Arbitrage : Beida Dahane Arbitre vidéo : Bouchra Karboubi |
| 14 janvier 2022 17h00 WAT | Sanudi 49e · Kakhobwe 90+1e | Rapport | 20e Kangwa · 29e Hadee · 83e Madzongwe | Arbitrage : Beida Dahane Arbitre vidéo : Bouchra Karboubi | Arbitrage : Beida Dahane Arbitre vidéo : Bouchra Karboubi |

| 18 janvier 2022 | Malawi | 0 - 0   | Sénégal | Stade omnisports de Bafoussam, Bafoussam |                               |
| 17h00 WAT       | | (0 - 0) | | Arbitrage : Blaise Yuven Ngwa            | Arbitrage : Blaise Yuven Ngwa |
| 17h00 WAT       | Chaziya 58e · Thomu 83e | Rapport | 20e Kouyaté · | Arbitrage : Blaise Yuven Ngwa            | Arbitrage : Blaise Yuven Ngwa |
| 17h00 WAT       | Thomu - Chirwa, Chembezi, Chaziya Sanudi - Madinga (Phiri 79e), Banda , Idana (Ngalande 79e), Mhone (Chester 67e) - Mhango, Muyaba (Mbulu 67e) | Équipes | É. Mendy - S. Ciss (Ballo-Touré 86e), A. Diallo, Koulibaly , B. Sarr - I. Gueye, N. Mendy (P. Gueye 72e), Kouyaté - Mané, H. Diallo (Dieng 60e), Dia (Diédhiou (72e) | Arbitrage : Blaise Yuven Ngwa            | Arbitrage : Blaise Yuven Ngwa |

### Phase à élimination directe
| Match 42                  | Maroc                        | 2 - 1   | Malawi                                | Stade Ahmadou-Ahidjo, Yaoundé                                        |                                                                      |
| 25 janvier 2022 20h00 WAT | En-Nesyri 45+2e · Hakimi 70e | (1 - 1) | 7e Mhango                             | Arbitrage : Pacifique Ndabihawenimana Arbitre vidéo : Haythem Guirat | Arbitrage : Pacifique Ndabihawenimana Arbitre vidéo : Haythem Guirat |
| 25 janvier 2022 20h00 WAT |                              | Rapport | 33e Madinga · 60e Sanudi · 69e Mhango | Arbitrage : Pacifique Ndabihawenimana Arbitre vidéo : Haythem Guirat | Arbitrage : Pacifique Ndabihawenimana Arbitre vidéo : Haythem Guirat |

### Statistiques

#### Buteurs
| Buts | Joueurs          | Adversaires            |
| ---- | ---------------- | ---------------------- |
| 3    | Gabadinho Mhango | Zimbabwe (2) Maroc (1) |